# آپیا
آپیا پایتخت کشور ساموآ در اقیانوس آرام است.

## جغرافیا
جمعیت این شهر در سال ۲۰۰۱ برابر با ۳۸٬۸۰۰ نفر بوده‌است و بخشی از شهرستان توآماساگا بشمار می‌آید.
شهر آپیا در کرانه شمالی جزیره اوپولا واقع شده‌است.

## اقتصاد
آپیا بندر اصلی و تنها شهر کشور ساموآ است. صادرات اصلی این کشور ماهی و مغز (خشک‌شده) نارگیل است و واردات آن کالاهای پنبه‌ای، وسایل نقلیه، گوشت و شکر است. خانه‌ها و ساختمان‌های آپیا بیشتر به سبک استعماری اروپایی هستند که در میان آنها گاه خانه‌هایی به سبک بومی ساموآیی (فاله) هم دیده می‌شود.

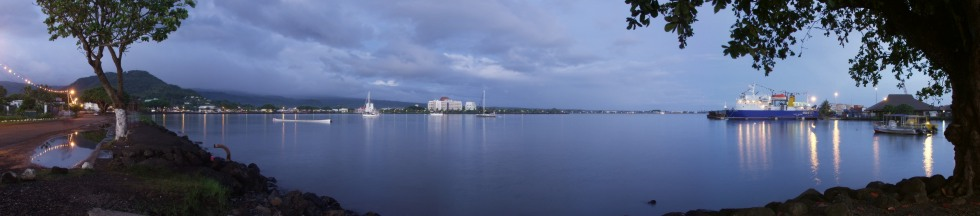
بندرگاه آپیا به هنگام جشن‌های استقلال در سال ۲۰۰۳.

## -
پایتخت ساموآست که بر کرانهٔ شمالی جزیرهٔ آپولوا قرار گرفته، آپیا مرکز مالی و تجاری و تنها بندر این کشور است. کشتی‌سازی و تعمیرات کشتی این شهر از اهمیت بسیار برخوردار است. بزرگ‌ترین بندر و شهر ساموآی غربی است که در طول بندر باز کرانه شمالی جزیره آپولو Apolu قرار گرفته‌است. گشایش بندر طبیعی کشتی‌های اقیانوس پیما در نزدیکی آن پهلو می‌گیرند. شهر آپیا در دامنه تپه‌هایی که قله‌های آتشفشانی دارد، گسترش یافته و مسلط بر مرکز جزیرهٔ آپولو می‌باشد. آب و هوای آن گرمسیری با فصل باران از نوامبر تا آوریل است.
چون اروپایی‌های میلیونر و بازرگانان در دههٔ ۱۸۳۰ وارد ساموآئی غربی شدند، آپیا یک روستای ساموآ بود. در بندر طبیعی آن در مرکز جزایر (اقیانوس) آرام محل داد و ستد ساخته شد و در ۱۸۷۹ انگلیسی‌ها، آلمانی‌ها و ایالات متحده آمریکا کولونی در آن ایجاد کردند و این وضع تا ۱۸۹۹ ادامه داشت.
جمعیت ۳۶۰۰۰ نفری این شهر تقریباً ساموآبی و مسیحی و مذهب‌های مسلط آن کاتولیک رومی و متودیست است.
در حومهٔ شهر آپیا بناهایی جدید به سبک اروپایی در کرانهٔ خط ساحلی ساخته شده‌است. اقامتگاه‌های ساموآیی در جزیرهٔ مستقر است. خانه و کاشانه و محل زیست ساموآئی‌ها به وسیلهٔ یک جداکننده و مردم در این منطقه محصور، خوراک خود را فراهم می‌سازند. صنایع این شهر شامل کارخانه‌های الواربری، صنایع دستی و عمل‌آوری کاکائو، قهوه و نارگیل خشک و مهم‌ترین صادراتش موز، نارگیل خشک و کاکائو می‌باشد.
بیمارستان، مدرسه تربیت معلم و کالج کشاورزی و یک ایستگاه رادیو در آغاز داشته و در ۱۹۰۲ در انتهای شمال غربی، شبه جزیره مالینو رصدخانه ژئوفیزیک در کوه وه‌آ Vaea در جنوب شهر به وسیلهٔ دانشمندان آلمانی ساخته شد. نویسندهٔ نامدار انگلیسی رابرت لوئیس استفسن مدت پنج سال در آپیا زیست. در ساموآئی غربی تنها یک فرودگاه در ۳۷ کیلومتری شهر وجود داشته‌است.
چون اروپایی‌های میلیونر و بازرگانان در دههٔ ۱۸۳۰ وارد ساموآئی غربی شدند، آپیا یک روستای ساموآ بود. در بندر طبیعی آن در مرکز جزایر (اقیانوس) آرام محل داد و ستد ساخته شد و در ۱۸۷۹ انگلیسی‌ها، آلمانی‌ها و ایالات متحده آمریکا کولونی در آن ایجاد کردند و این وضع تا ۱۸۹۹ ادامه داشت. چون آلمانی‌ها، ساموآی غربی را به صورت یک کولونی درآوردند، آپیا را پایتخت آن قرار دادند.
زلاندنو در جریان جنگ جهانی اول ساموآی غربی را به زیر فرمان خود درآورد و فرمانروایی خود را در آپیا برقرار کرد و آپیا از زمان استقلال ساموآی غربی در ۱۹۶۲ پایتخت کشور شد.